# Živa

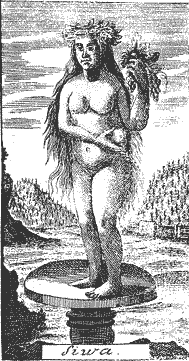
Siwa dea Polaborum. La dea Živa in un'incisione del 1740

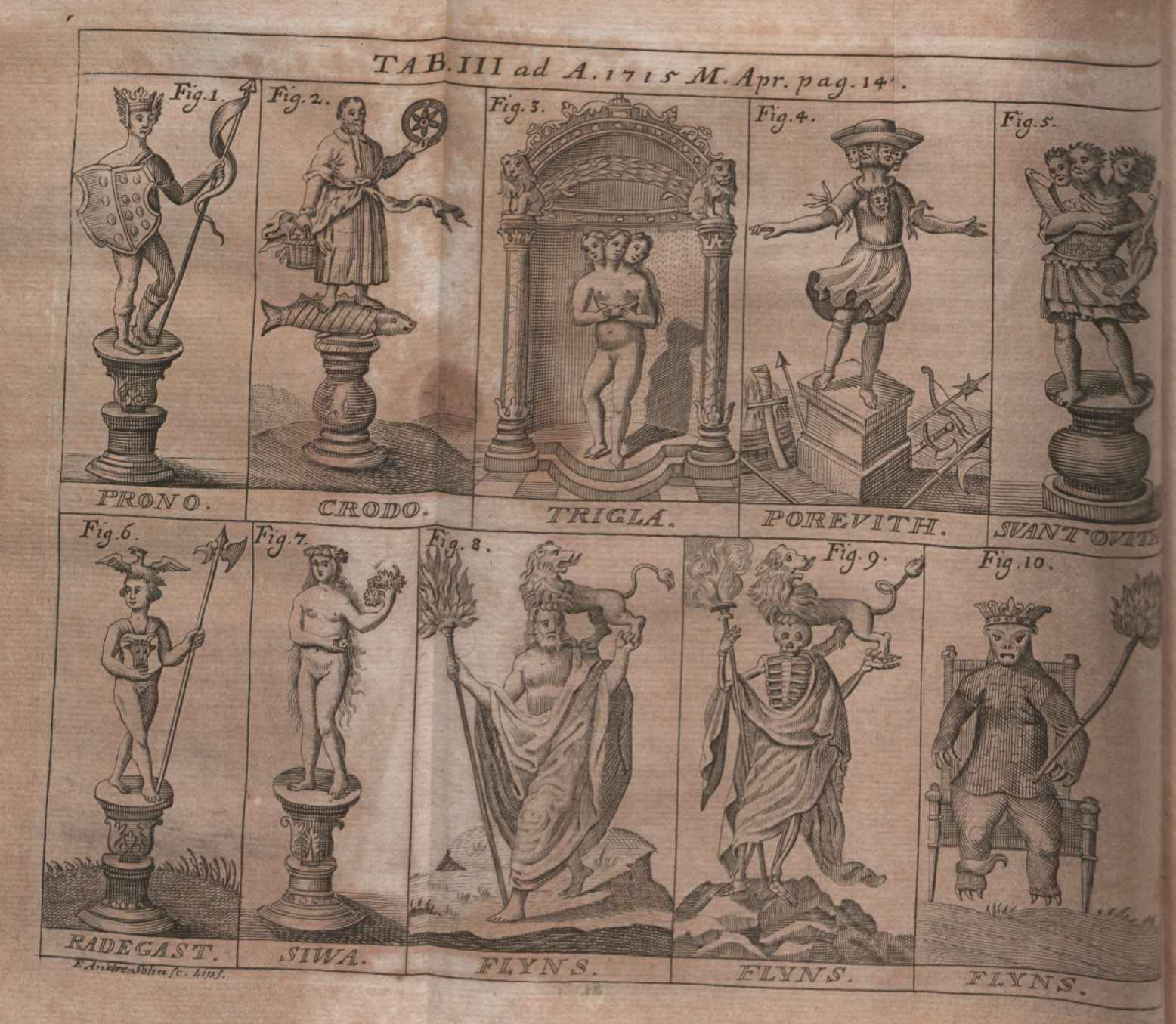
Fig. 7: Rappresentazione di Živa in una tavola pubblicata sugli Acta Eruditorum del 1715 ad illustrazione della recensione de Historia lusatica... di Samuel Grosser

Nella mitologia slava Živa (pronuncia /ʒiva/), anche Šiva (pronuncia /ʃiva/), Siva, Siwa, Żiwia, Sieba o Razivia, era la divinità dell'amore e Dea della fertilità. È spesso rappresentata come una giovane donna con i capelli lunghi. Prima della diffusione del Cristianesimo era venerata soprattutto nel territorio oggi ricompreso tra Polonia, Repubblica Ceca, Slovacchia, Slovenia e Germania (in particolare la valle del fiume Elba).
Il suo nome significa vivere, essere, esistere. Il compagno di Sieba era Siebog, il suo equivalente maschile.
Insieme a Rod, la divinità più antica del pantheon slavo, personificazione del destino e del fato, forma una coppia divina spesso simboleggiata da una colomba.
- In Russia si festeggia il 1º maggio, giorno di Živin (Živa è forma abbreviata del nome Živena o Ziewonia, che significa "dare vita") la dea della vita, della primavera, della fertilità, della nascita, del granoturco. Figlia di Lada, e moglie di Dažbog. Dea della primavera e della vita in tutte le sue manifestazioni.
- Nella Cronica Slavorum di Helmold di Bosau è descritta come Siwa dea Polaborum, insieme a Prove deus Aldenburgensis terrae e Radigast deus terrae Obotritorum.[1]
- La prima descrizione della divinità è in Saxon Chronicles: «Unde de assdodine de heyt de hodde de hende ouer ruggen. In der eynen hant hadde se eynen guelden appel. In der eynen hant hadde se eynen guelden appel. Unde in der anderivi hant hadde se ein wyn druuelen mil еу() Unde in der anderivi hant hadde se ein wyn druuelen mil ey() gronen blade un oere hare hangede oer went in de waden gronen blade un oere hare hangede oer went in de waden».
- Nel manoscritto medievale Mater Verborum (conservato presso la Biblioteca del Museo Nazionale Ceco dal 1818, dono del conte Kolowrat Březnický) la dea Siwa è fatta corrispondere alla romana Cerere, dea della fertilità: Ceres, fruges, frumentum, vel dea frumenti: siua, Dea frumenti, Ceres: Sius[2].
- Per il polacco Jan Długosz, Zywye è la divinità della vita, così come per il sorbo Abraham Frencel che la definisce Siwa Polon. Zyvvie, Dea Vita. Infine, per l'autore polacco-lituano Maciej Stryjkowski si collega al dio del vento e a quello del tempo, dio del giorno luminoso e della felicità.

Non deve essere confusa con la divinità hindu Shiva.